# Елефант-Гед
Елефант-Гед (англ. Elephant Head) — переписна місцевість (CDP) в США, в окрузі Піма штату Аризона. Населення — 588 осіб (2020).

## Географія
Елефант-Гед розташований за координатами 31°45′57″ пн. ш. 110°59′31″ зх. д. / 31.76583° пн. ш. 110.99194° зх. д. (31.765868, -110.992049). За даними Бюро перепису населення США в 2010 році переписна місцевість мала площу 19,24 км², уся площа — суходіл.

## Демографія
Згідно з переписом 2010 року, у переписній місцевості мешкало 612 осіб у 233 домогосподарствах у складі 172 родин. Густота населення становила 32 особи/км². Було 253 помешкання (13/км²).
Расовий склад населення:
| - 87,9 % — білих - 1,6 % — корінних американців - 1,5 % — азіатів - 6,5 % — осіб інших рас |

До двох чи більше рас належало 2,5 %. Частка іспаномовних становила 26,6 % від усіх жителів.
За віковим діапазоном населення розподілялося таким чином: 19,3 % — особи молодші 18 років, 65,3 % — особи у віці 18—64 років, 15,4 % — особи у віці 65 років та старші. Медіана віку мешканця становила 50,0 року. На 100 осіб жіночої статі у переписній місцевості припадало 102,6 чоловіків; на 100 жінок у віці від 18 років та старших — 95,3 чоловіків також старших 18 років.
Середній дохід на одне домашнє господарство становив 73 475 доларів США (медіана — 70 060), а середній дохід на одну сім'ю — 82 912 долари (медіана — 78 529). За межею бідності перебувало 11,7 % осіб, у тому числі 5,2 % дітей у віці до 18 років та 0,0 % осіб у віці 65 років та старших.
Цивільне працевлаштоване населення становило 274 особи. Основні галузі зайнятості: освіта, охорона здоров'я та соціальна допомога — 28,1 %, мистецтво, розваги та відпочинок — 20,8 %, сільське господарство, лісництво, риболовля — 15,7 %.